# Aemidius
Aemidius is een geslacht van kevers uit de familie kniptorren (Elateridae). Het geslacht is voor het eerst wetenschappelijk beschreven in 1834 door Latreille.

## Soorten
Het geslacht omvat de volgende soort:
- Aemidius gigas (Mannerheim, 1823)[2]